# Irene Schulte-Hillen

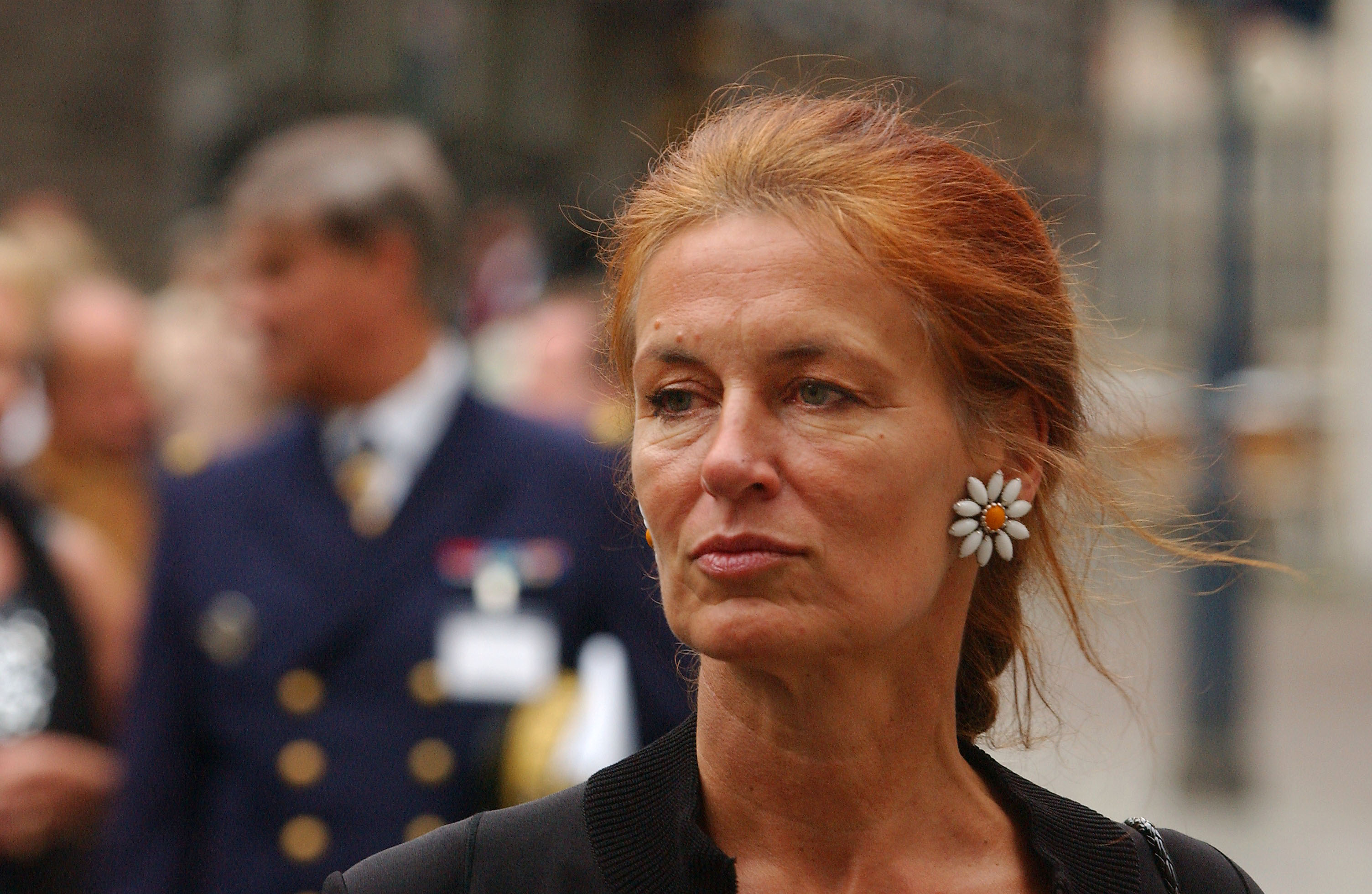
Irene Schulte-Hillen (2003)

Irene Schulte-Hillen (* 25. April 1948; † 12. Januar 2023 in Hamburg) war eine deutsche Stiftungsfunktionärin.

## Leben
Irene Schulte-Hillen absolvierte ein Gesangsstudium und ein Studium der Volkswirtschaftslehre. 1992 baute sie für die Deutsche Stiftung Musikleben eine Geschäftsstelle in Hamburg auf. Sie begründete die Konzertreihe „Foyer junger Künstler“ und engagierte sich maßgeblich für zahlreiche Stipendien- und Patenschaftsprogramme und Kooperationen wie den Bundeswettbewerb „Jugend musiziert“ und den Deutschen Musikwettbewerb sowie die Förderung und Zusammenarbeit mit dem Bundesjugendorchester wie auch das Sommerkonzert in St. Severin in Keitum auf Sylt. Sie baute mit dem Deutschen Musikinstrumentenfonds eine Plattform auf für Leih-Instrumente und individuelle Förderung bei ihrer Ausbildung mit über 250 herausragenden Streichinstrumenten.
Von 1993 bis 2022 war sie Präsidentin und ab 2022 Ehrenpräsidentin der Deutschen Stiftung Musikleben, einer der wichtigsten Förderinstitutionen für hochbegabte junge Musikerinnen und Musiker in Deutschland. Sie begleitete junge Künstler wie Igor Levit, Cornelius Meister, Nicolas Altstaedt, Veronika Eberle oder Viviane Hagner in ihrer Karriere. Außerdem gehörte Schulte-Hillen dem Direktorium des Karlspreises zu Aachen an, das die Preisträger auswählt.
Irene Schulte-Hillen, Witwe von Gerd Schulte-Hillen, starb am 12. Januar 2023 nach schwerer Krankheit in Hamburg.